# Ђурђиц (Иванска)
Ђурђиц је насељено место у саставу општине Иванска у Бјеловарско-билогорској жупанији, Република Хрватска.

## Историја
До територијалне реорганизације у Хрватској налазио се у саставу старе општине Чазма.

## Становништво
На попису становништва 2011. године, Ђурђиц је имао 203 становника.

## Попис1991.
На попису становништва 1991. године, насељено место Ђурђиц је имало 282 становника, следећег националног састава:
| Попис 1991.‍ | Попис 1991.‍ | Попис 1991.‍ | Попис 1991.‍ | Попис 1991.‍ |
| ----------- | ----------- | ----------- | ----------- | ----------- |
|             |             |             |             |             |
| Хрвати      | Хрвати      |             | 276         | 97,87%      |
| Југословени | Југословени |             | 2           | 0,70%       |
| Срби        | Срби        |             | 1           | 0,35%       |
| непознато   | непознато   |             | 3           | 1,06%       |
| укупно: 282 |             |             |             |             |